# Essy Persson
Essy Ingeborg Vilhelmina Persson (* 15. Juni 1941 in Göteborg) ist eine ehemalige schwedische Schauspielerin.

## Leben und Wirken
Essy Persson begann ihre berufliche Laufbahn als Sekretärin und besuchte währenddessen eine private Schauspielschule. Ihre künstlerische Karriere fand 1963 ihren Anfang am Riksteatern in dem Stück Vorsicht Schwiegermutter. Später wechselte die attraktive Blondine ans Stockholmer Stadttheater, wo sie für den Film entdeckt wurde. Nach einer kleinen Rolle im Jahre 1964 wurde sie im darauffolgenden Jahr für die weibliche Hauptrolle der libertinen, nymphomanen Siv in dem spekulativen dänischen Leinwandprodukt Ich – eine Frau verpflichtet.
Der internationale Erfolg dieses Sexfilm-Vorläufers brachte Essy Persson einerseits weltweiten Ruhm über Nacht, führte allerdings andererseits dazu, dass die Göteborgerin nunmehr fortan auf freizügige, sinnliche und männerverschlingende Verführerinnen und Amazonen festgelegt wurde. 1966 erhielt sie aus Italien die weibliche Hauptrolle in dem missglückten Perry-Rhodan-Produkt Perry Rhodan – SOS aus dem Weltall, im Jahr darauf aus Deutschland den Part der eiskalten Gangsterbraut Betty in Rolf Olsens trashiger Verbrechergeschichte Das Rasthaus der grausamen Puppen. Noch 1967 wurde ihr der Part der jungen Therese angeboten, die in dem thematisch spekulativen, jedoch sehr zurückhaltend umgesetzten Film Therese und Isabell wehmütig auf ihre lesbische Beziehung zu ihrer Internatsliebe in Frankreich, Isabell, zurückblickt. Diese US-Produktion drehte sie auf Englisch.
Essy Perssons internationale Karriere endete nach der Mitwirkung in dem britischen Horrorfilm Der Todesschrei der Hexen, wo sie an der Seite von Vincent Price und Elisabeth Bergner spielte, ebenso schnell wie sie begonnen hatte. Seit Beginn der 70er Jahre war die Schauspielerin nur noch in schwedischen Filmen zu sehen. Eine gewisse Popularität erlangte sie 1970 mit ihrer Maj-Britt in der Fernsehserie Söderkåkar. Nach ihrem Part in einem weiteren TV-Mehrteiler, Ett köpmanshus i skärgården, zog sich Essy Persson 1973 weitgehend aus der Schauspielbranche zurück. Stattdessen begann sie ein Studium an der Hochschule für Bildende Künste und besuchte von 1981 bis 1984 die Konstfack. Seitdem ist sie als bildende Künstlerin tätig. Zuletzt (2011) lebte Essy Persson in der Ansiedlung Hamburgsund nahe Tanum.

## Filmografie
- 1965: Flygplan saknas
- 1965: Ich eine Frau (Jag - en kvinna)
- 1965: Kaliber 7,65 – Diebesgrüße aus Kopenhagen (Slå først, Frede)
- 1966: Dr. Westers letzter Patient (Träfracken)
- 1966: Åsa-Nisse i raketform
- 1967: Perry Rhodan – SOS aus dem Weltall ( …4  …3  …2  …1  …morte)
- 1967: Das Rasthaus der grausamen Puppen
- 1968: Therese und Isabell (Therese and Isabelle)
- 1968: Lejonsommar
- 1970: Der Todesschrei der Hexen (Cry of the Banshee)
- 1970: Söderkåkar (Miniserie)
- 1971: Väckning kl. 06.00 (Fernsehfilm)
- 1971: Vill så gärna tro
- 1973: Ett Köpmanshus i skärgården (Miniserie, fünf Folgen)
- 1980: Blühende Zeiten (Blomstrande tider)
- 1983: Profitörerna (Fernsehdreiteiler, zwei Folgen)